# 제프리 C. 홀
제프리 코너 홀(영어: Jeffrey Connor Hall, 1945년 5월 3일 ~ )은 미국의 유전학자이다. 2017년에 생체시계를 통제하는 분자 메커니즘을 발견한 공로로 마이클 로스배시, 마이클 W. 영과 함께 노벨 생리학·의학상을 수상했다.

## 수상 경력
- 2003년 : 미국 유전학회 메달
- 2009년 : 그루버상
- 2011년 : 루이자 그로스 호르위츠상
- 2012년 : 가드너 국제상
- 2013년 : 쇼상
- 2013년 : 와일리상
- 2017년 : 노벨 생리학·의학상

## 참고 문헌
- Hardin, Paul E.; Hall, Jeffrey C.; Rosbash, Michael (1990년 2월 8일). “Feedback of the Drosophila period gene product on circadian cycling of its messenger RNA levels”. 《Nature》 343 (6258): 536–540. doi:10.1038/343536a0. PMID 2105471. 2015년 4월 23일에 확인함.
- Renn, SC; Park, JH; Rosbash, M; Hall, JC; Taghert, PH (December 1999). “A pdf Neuropeptide Gene Mutation and Ablation of PDF Neurons Each Cause Severe Abnormalities of Behavioral Circadian Rhythms in Drosophila”. 《Cell》 99: 791–802. doi:10.1016/S0092-8674(00)81676-1. PMID 10619432. 2015년 4월 23일에 확인함.